# Eiri Kaji
 (mai 2022).
舵 英里
Œuvres principales
Première œuvre : Teikoku Kyoudai (2005-2011)
Autres ouvrages :
Keishichou Tokuhanka 007 (2007-2012)
Eiri Kaji (舵 英里, Kaji Eiri) est une mangaka japonaise née un 15 février au Japon. EIle est spécialisée dans le shōjo.

## Biographie
Eiri Kaji a grandi dans la préfecture de Fukuoka, puis à Niigata au Japon,,. Son nom peut aussi se trouver sous cette forme かじえいり. 
Au lycée, elle s'est intéressée au dessin type manga grâce à une connaissance qui était dans un club de manga. Elle commence sa carrière en 2004 avec la prépublication de Teikoku Kyoudai (帝国兄弟) dans le magazine Ichiraki (いち*ラキ) (ou Ichiraci (ja)). C'est une série comptabilisant 8 tomes. 
Les années suivantes, Eiri Kaji a publié plusieurs séries dont Keishichou Tokuhanka 007 (警視庁特犯課007), entre 2007 et 2012, qui est une série shōjo mélangeant comédie, surnaturel et romance en 11 tomes.
Depuis août 2018, le magazine Ichiraki (いち*ラキ) (ou Ichiraci) n'est plus édité en format papier. Les séries de l'auteure, ainsi que des autres auteures, comme Shuu Morimoto, ne sont plus prépubliées et sont directement publiées sous forme de tome,.
C'est une auteure qui n'est pas encore publiée en France.
C'est une personne qui ne supporte pas beaucoup la chaleur, qui aime faire des balades en vélo, et qui a obtenu en 2007 son permis de conduire,,. Eiri Kaji fait environ 1m60 et a une sœur aînée,,. Elle et son père sont fans des Yankees. Elle aime beaucoup de films notamment James Bond avec Pierce Brosnan, et l'auteure apprécie l'acteur Will Smith,.

## Œuvres
Les mangas illustrés et scénarisés par Eiri Kaji, : 
- 2005 : Teikoku Kyoudai (帝国兄弟?)
- 2007 : Keishichou Tokuhanka 007 (警視庁特犯課007?)
- 2012 : Kainushi wa Akuma (飼主は悪魔?)
- 2016 : Majo to Kiketsu no Kishi (魔女と貴血の騎士?)
- 2018 : Shitsuji-dono no Ai Neko (執事殿の愛猫?)
- 2020 : Mashou, Seija ni Tsu (魔性、聖者に堕つ。?)
- 2022 : Taidana Kemono to Ori no Naka (怠惰な獣と檻の中?)